# 細川茂樹 SBSで行こう!〜Shigeki Break Saturday〜
細川茂樹 SBSで行こう!〜Shigeki Break Saturday〜（ほそかわしげき エスビーエスでいこう シゲキ ブレイク サタデー）は、静岡放送（SBSラジオ）で毎週土曜日午後に放送されていたラジオ番組。

## 概要
俳優の細川茂樹、放送作家の藤本昌平の男性2人で身辺の雑事やリスナーからのメールを元にトーク＆音楽を紹介。世界のB級ニュースや、細川茂樹オススメのグッズを紹介するコーナーや、真面目に株式投資やFXについての話題を語ることもある。
番組は基本的に生放送であるが、まれに録音での放送もある。またスタジオは出演者のスケジュールなども考慮し、東京都内のラジオ制作会社「かしわプロダクション」が所有しているスタジオを使用し、放送用電話回線を利用して静岡放送本社へ送られているという。
2009年4月から、北日本放送、山陽放送、山陰放送、中国放送で、同年10月から細川茂樹の出身地である岐阜放送（ぎふチャン）で、2010年4月から信越放送、同年10月から宮崎放送、2011年4月から青森放送で放送が開始されている。ただし同時生放送ではなく、30分から1時間に編集したバージョンでの放送になっており、またタイトルの『SBS』の部分がネット局の略称に変更されている。
細川自身、「全国ネットじゃできないような話もできるし、気取らない素の自分が出ている」とコメントしている。
2013年3月30日に放送終了。後番組はネット番組になったためこの時間帯のワイド番組の歴史は一旦打ち切られることになった。

## 出演者
- 細川茂樹
- 藤本昌平（放送作家）

### 過去の出演者
- 西田奈津美（グラビアアイドル）- 2009年4月4日
- 福永ちな（グラビアアイドル）2009年4月11日 - 2010年3月28日

## 放送時間
- 静岡放送（SBS、番組制作局）土曜15時から17時[6]
- 山陽放送（RSKで行こう!） 日曜14時から15時 2009年4月から2011年4月まで、2012年10月から同時刻で放送再開
- 中国放送（RCCで行こう!） 月曜22時30分から22時55分
- 岐阜放送（GBSで行こう!） 土曜16時から16時30分
- 宮崎放送（MRTで行こう!） 土曜16時から16時30分
- 北日本放送（KNBで行こう!）日曜10時から10時30分 2009年4月から2012年3月まで、10月から日曜17時30分で放送再開

## 過去のネット局
- 青森放送（RABで行こう!） 日曜20時から20時30分 2011年4月から2012年9月まで